# 木工

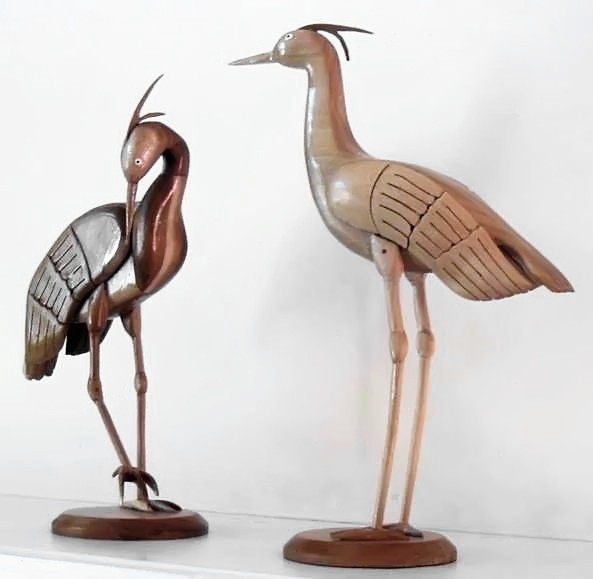
繊細な彫刻入りの木工

木工（もっこう）とは、木材に加工を施す作業または製作技能、あるいはその職人であり、家具製作（キャビネットおよび家具）、木彫、指物、大工、木工挽物が含まれる。
金属加工、金工と対比される。
工作、美術、家具製作などの領域をはじめ、建築や土木などの領域でも、木材を加工することを広くこう呼ぶ。現場によっては「大工仕事」などと呼ばれることもある。
木工を行う職人や職業の代表格としては、大工、家具職人などが挙げられる。「木工家」という呼称も存在する。

## 歴史

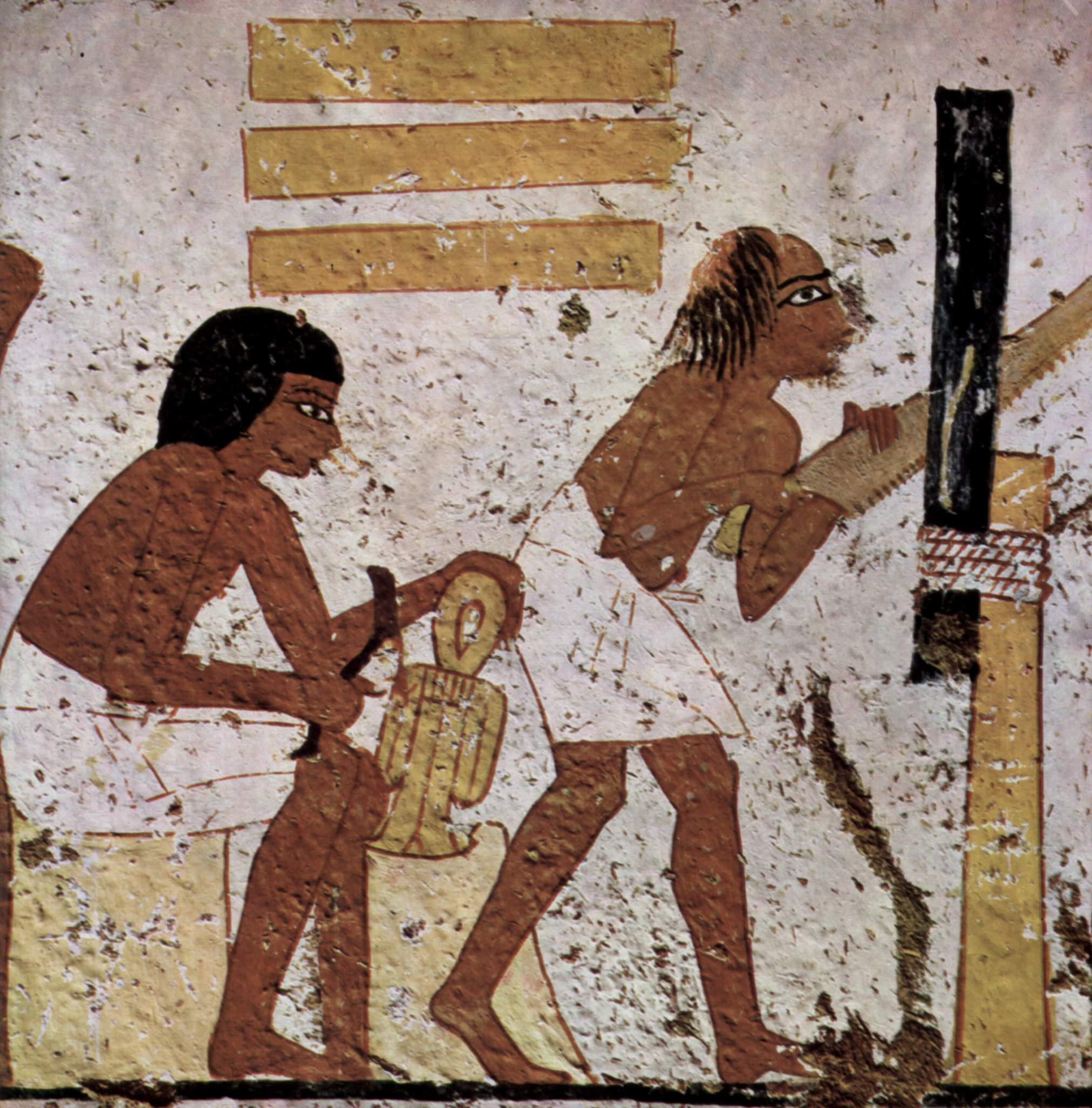
古代エジプトの木工

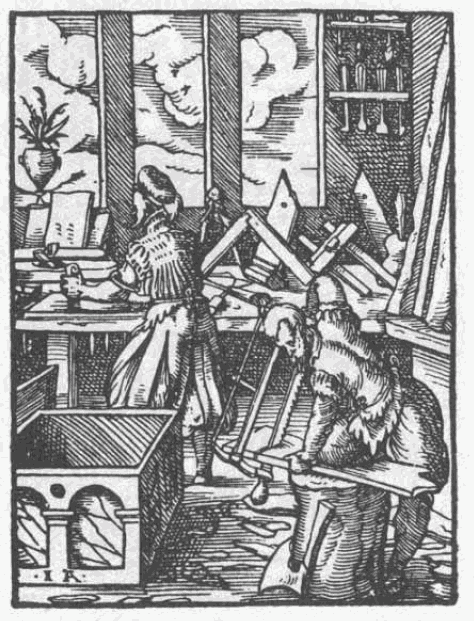
1568年のドイツの木工店、手前の職人が弓鋸を、奥では鉋を使う。

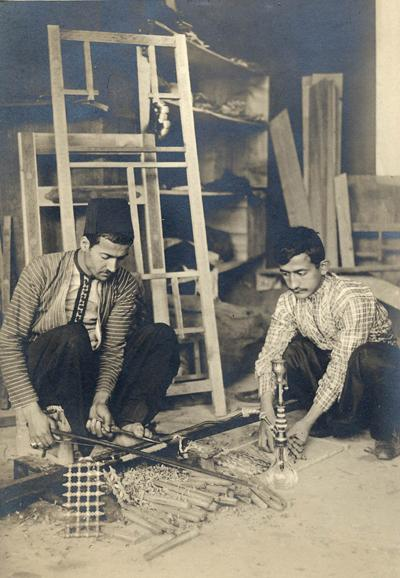
19世紀の、マシュラビーヤ（透かし彫り窓）用の木挽き加工をする象嵌木工と水パイプ

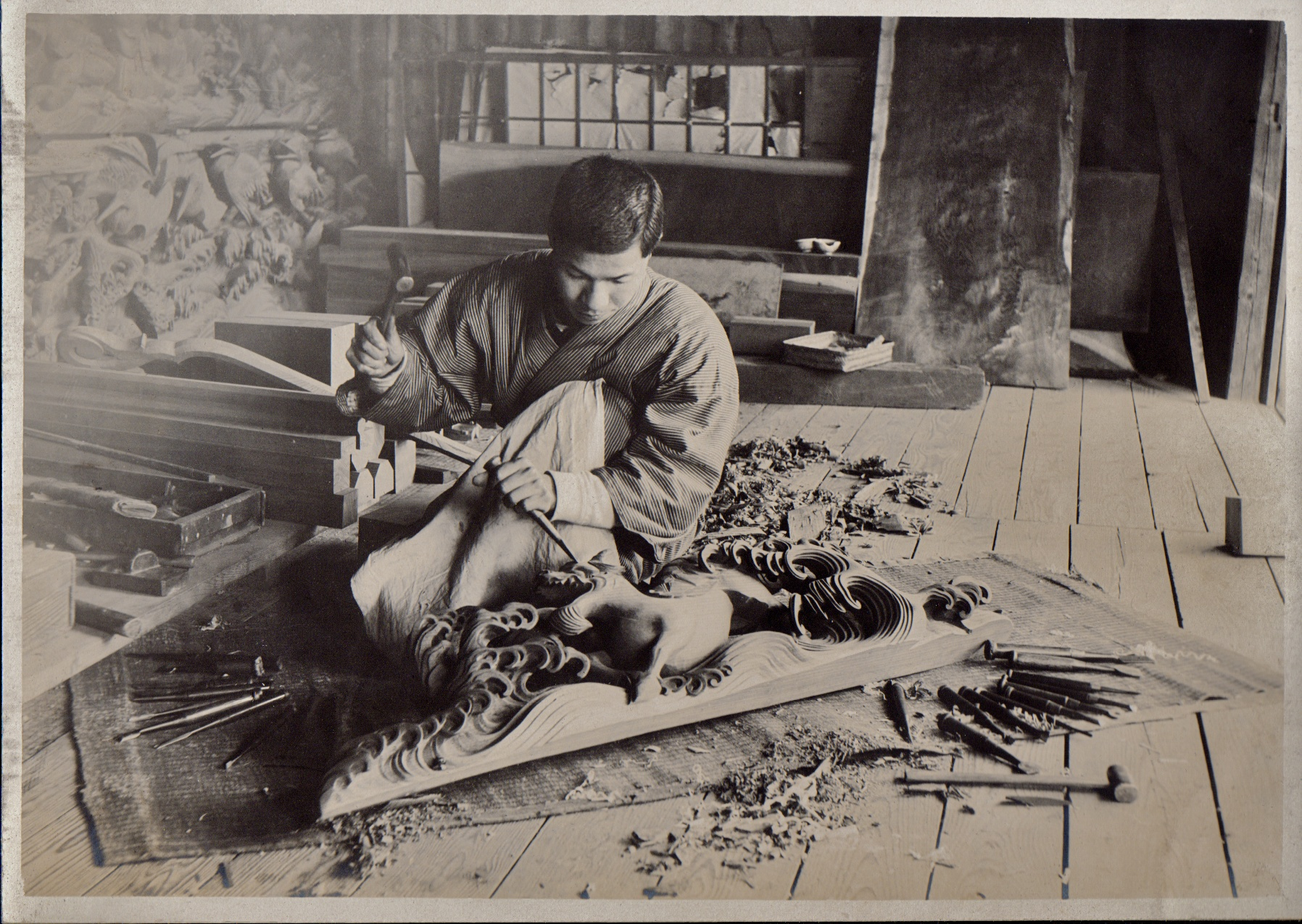
日本の木工・木彫職人。大正初期

木材は、岩石、粘土および動物の部位とともに、ヒトが最初に使った材料のひとつである。ムスティエ文化でネアンデルタール人が使った石器の石質分析は、多くが木材の作業に使われたことを示す。文明の発展は、これらの材料を使う能力の急速な発展と強く結びついている。
初期に発見された木の道具には、カランボ滝 、クラクトン・オン・シー、レリンゲンの棒がある。シェーニンゲンの槍（ドイツ）は、木製狩猟道具の最初の例である。彫刻にはフリントの道具が使われた。新石器時代以降、彫刻入り木製容器は、例えばKückhofenとツヴェンカウでの線帯文土器文化の井戸で使われた。
青銅器時代の木彫の例には、北ドイツをデンマークの樹幹から作った棺、および木製折り畳み椅子があった。ドイツのフェルバッハ・シュミーデン遺跡には鉄器時代の木彫りの動物の好例がある。ラ・テーヌ文化時代の木製偶像は、フランスセーヌ川源流の保護区域で知られている。

### 古代エジプト
古代エジプトには高度な木工を示す重要な証拠がある。
現存する多数のエジプトの絵画で木工が描かれており、多数の古代エジプトの家具（スツール、椅子、テーブル、ベッド、櫃）が保存されている。墓にはこれらのアーティファクトがあり、墓で発見された棺もまた木製である。木工の道具としてでエジプト民族が使用した金属は、当初は銅で紀元前2000年以降は青銅が使われ、かなり後に鉄精錬が知られた。
木工に通常使われた道具は、斧、釿、鑿、鋸、弓錐がある。ほぞ継ぎはエジプト先王朝時代初期からの使用が裏付けられている。これらの継手は掛け釘、突合せ継手、皮革や縄での固縛で補強されていた。膠はエジプト新王国の時代でのみ使われるようになった。古代エジプト民族は単板および仕上げのためのワニスの技術を発明したが、ワニスの成分知識はなかった。様々な天然アカシアや、シカモア、ギョリュウの原木が使われたが、ナイル川流域の森林破壊の結果、レバノンスギやアレッポマツ、ツゲ、およびオークの植林がエジプト第2王朝から必要となった。

### 古代ローマ
木工はローマ人にとって非常に重要であった。これにより、場合によりこれだけを材料に、建物、運搬、道具、および家財道具が作られた。木はまたパイプ、染料、防水材料、および燃料にもなった:1。しかしローマの木工の例はほとんど失われ:2、文学的な記録により現在の知識の多くが保持された。ウィトルウィウス著『建築十書 (De architectura) 』では全章で木材について記述され、詳細が保存されている。プリニウスは植物学者でなかったが、博物誌のうち6巻が樹木と木本植物の分野であり、樹木に関する豊富な情報とその利用を記述している。

### 古代中国
中国の木工の創始者は魯班と妻の雲氏夫人で、春秋時代（紀元前771年から476年）と考えられている。魯班は鉋と墨線や他の道具を中国にもたらしたといわれている。彼の教えは『魯班經』（魯班の写本）に残されたとされている。それでありながら、この書は彼の死の1500年後に書かれたと信じられている。この本には植木鉢、テーブル、祭壇などの様々な品を建物で使うための寸法が主に記述され、また風水に関する広範な教えも含まれている。これには中国家具で有名だった接着剤や釘なしの複雑な継手に関しては何も記載されていない。

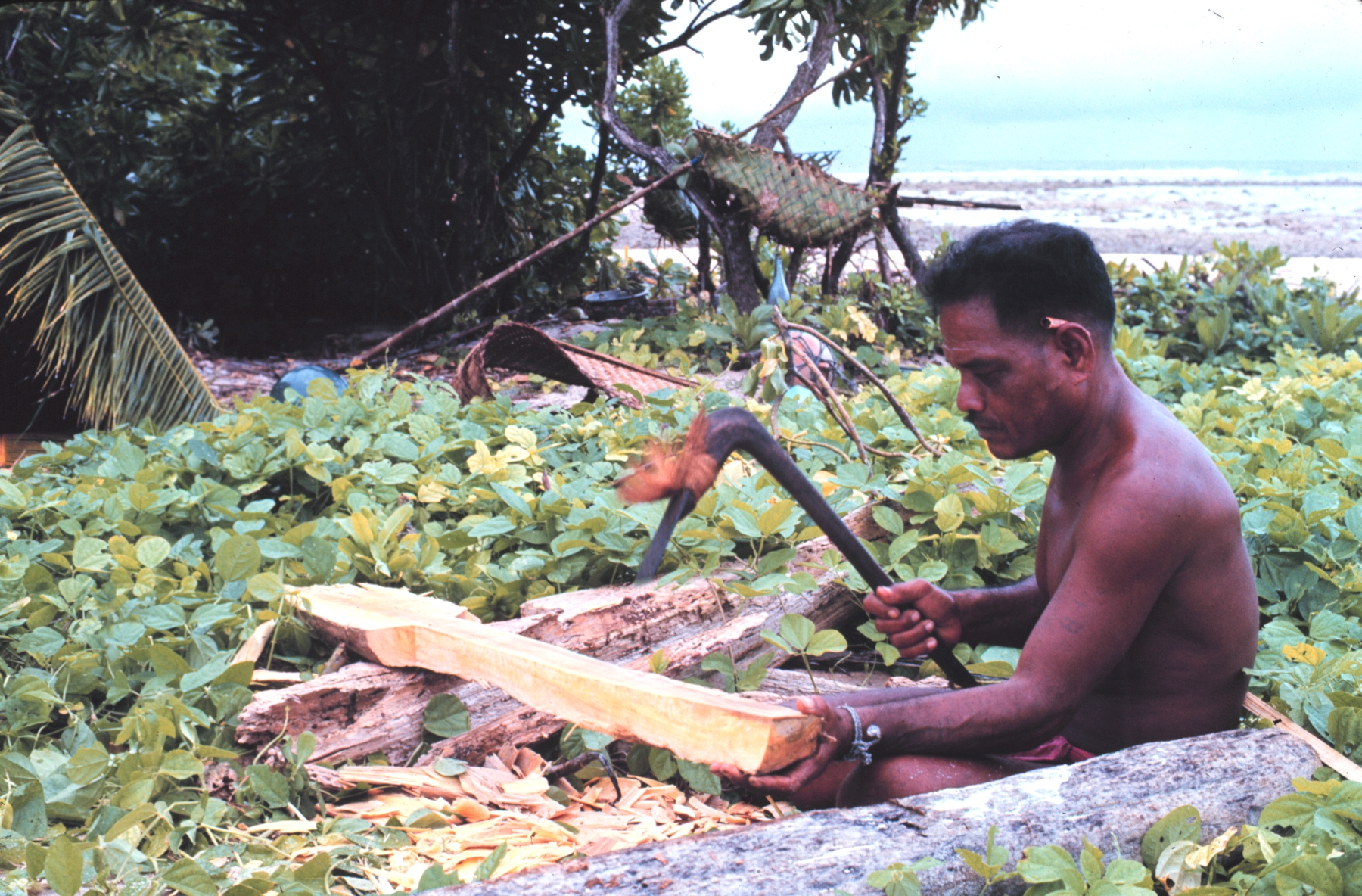
パラオトビ島のミクロネシア人が釿で帆付きカヌーの一種ワァを作る。

### 日本
木工に使う日本での伝統的な道具の例としては、鉋（かんな）、鋸（のこぎり）、鑿（のみ）、鑢（やすり）などが挙げられる。木材は強度もあり加工しやすい素材である。木材から板へ加工するにはオガを使い丸太から直線に挽き割る。木挽きされた材料を細かく木取りするために鋸を使う。さらに厚みを均一にするために鉋を使う。鑿は造作に使われ、鑢は刃の目立てや木材の調整に使われる。

## 現代
現代の技術進化と産業需要により、木工の分野は変化した。例えばコンピュータ数値制御（CNC）工作機械の開発により、大量生産や複製生産をより早くかつ無駄なく、多くの場合より複雑な設計で行うことができる。CNCルーターにより平面の木材に複雑で緻密な彫刻をして、看板や芸術品を製作できる。充電式工具により、例えば複数の穴開けが、より多くの製作をより早く以前よりも身体能力を必要とせずに行うことができる。しかしながら、熟練の高度な木工は、多くの人が追求する技術である。手作り作品は家具や芸術作品に残るが、製作効率と費用から、販売価格は非常に高価になる。
近代的な道具としては、木工旋盤、丸ノコ、ルーターなどが在り、中には電子制御で回転数を制御するものもある。

## 木材
歴史的に、輸送と貿易の革新によって職人が輸入材を使用できるようにまで、木工はその地域の木材に依存していた。木材は大きく3種類に分かれる：典型的に木目 (Wood grain) が密で広葉樹の堅木、マツ門の軟木、合板やMDFなどの人工の木材である。
通常テーブルや椅子のような家具は硬い木材で作り、キャビネットや取付家具製作では合板および他の人工パネル材を使用する。

## 著名な木工作家
- 大工
- 家具職人 (フランス)（英語版）」、「大工」、および「家具職人 (フランス)（英語版）」も参照

- アルヴァ・アールト
- ノーム・アブラム（英語版）
- ジョン・ボソン（英語版）
- Frank E. Cummings III
- ヘニング・エンゲルセン（英語版）
- ウォートン・エシェリック（英語版）
- テージ・フリッド（英語版）
- Alexander Grabovetskiy
- Greta Hopkinson
- ジェームズ・クレノフ
- Mark Lindquist
- Sal Maccarone
- Tommy Mac
- ジョン・メイクピース（英語版）
- サム・マルーフ（英語版）
- David J. Marks
- ジョージ・ナカシマ
- Jere Osgood
- アラン・ピータース（英語版）
- Matthias Pliessnig
- André Jacob Roubo
- Paul Sellers
- Evert Sodergren
- Henry O. Studley
- Roy Underhill
- Frank Klausz

## 技術
- 炎焼入れ
- 寄木工法（英語版）
- 木挽穴（英語版）
- 木骨造
- 外丸削り（英語版）
- 木彫
- 木工象嵌（英語版）
- 木組み（英語版）（蟻継ぎ、組子、木組） ‐ 釘を使わず木材に制作した凹凸によって組み合わせる技術について[8]。